# باقرآباد (جعفرآباد)
باقرآباد، مرکز دهستان باقرآباد و روستایی از توابع بخش مرکزی شهرستان جعفرآباد در استان قم ایران است.

## جمعیت
این روستا در دهستان باقرآباد قرار دارد و براساس سرشماری عمومی نفوس و مسکن سال ۱۳۹۵، جمعیت آن ۱،۷۳۹ نفر (۴۵۹ خانوار) بوده‌است.